# Isola Bolscevica

Mappa di dettaglio dell'isola

L'isola bolscevica (in russo остров Большевик?, ostrov Bol'ševik), è l'isola più a sud dell'arcipelago delle Severnaja Zemlja, nella sezione russa dell'oceano Artico, tra il mare di Laptev e il mare di Kara, costituendo la seconda maggiore isola nel gruppo, dopo l'isola della Rivoluzione d'Ottobre, che si trova poco più a nord, separata dallo stretto di Šokal'skij. Politicamente, fa parte del Territorio di Krasnojarsk, in Russia.

## Geografia
L'estensione di quest'isola è stata stimata attorno agli 11.312 km², questo la rende la 70ª isola per area nel mondo. L'isola bolscevica è montuosa, raggiungendo l'altitudine di 935 m, e ospita la base artica russa Prima. Circa il 30% dell'isola è coperta da ghiacciai, mentre le ampie pianure costiere hanno una sparsa vegetazione di muschi e licheni. La sua costa nord-occidentale ha alcuni fiordi, tra questi i più importanti sono: Tel'man, Spartak e Partizan.
L'isola bolscevica è coperta da almeno tre sistemi di ghiacciai: il ghiacciaio Leningrad, il ghiacciaio Semënov-Tjan'-Šan'skij, e anche il piccolo ghiacciaio Kropotkin.

## Isole adiacenti
Le seguenti isole sono vicine alla costa dell'isola bolscevica; a partire da nord, verso est in senso orario.
Nella parte nord-orientale del golfo di Achmatov:
- Isola Lišnij (остров Лишний)
- Isole Vstrečnye (острова Встречные), 3 isole
- Isola Nizkij (остров Низкий),
- Isola Klin (остров Клин)
- Isola Ostryj (остров Острый)

- Isola di Lavrov (остров Лаврова, ostrov Lavrova), 1,5 km a est della costa nord-orientale.
- Isola Blizkij (остров Близкий), a nord della baia Neudač.
- Isola Morskoj (остров Морской), all'imboccatura della baia Neudač.

Al largo della costa meridionale:
- Isole Vchodnye (острова Входные), 2 isole
- Isole di Tranze (oстрова Транзе), 2 isole
- Isola Taš (остров Таш)

- Isole Beregovye (острова Береговые), 2 isole a nord-ovest.
- Isola Zabytyj (остров Забытый), 400 m a nord di capo Baranov.
- Isola Sportivnyj (остров Спортивный), a nord, nel golfo di Mikojan.
- Isola Dvuch Tovariščej (остров Двух Товарищей), a nord, nel golfo di Mikojan.

## Cambiamento del nome
Attualmente è in corso una richiesta formale per rinominare la "Ostrov Bolshevik" come "Svjataja Olga" (Sant'Olga).

## Galleria d'immagini

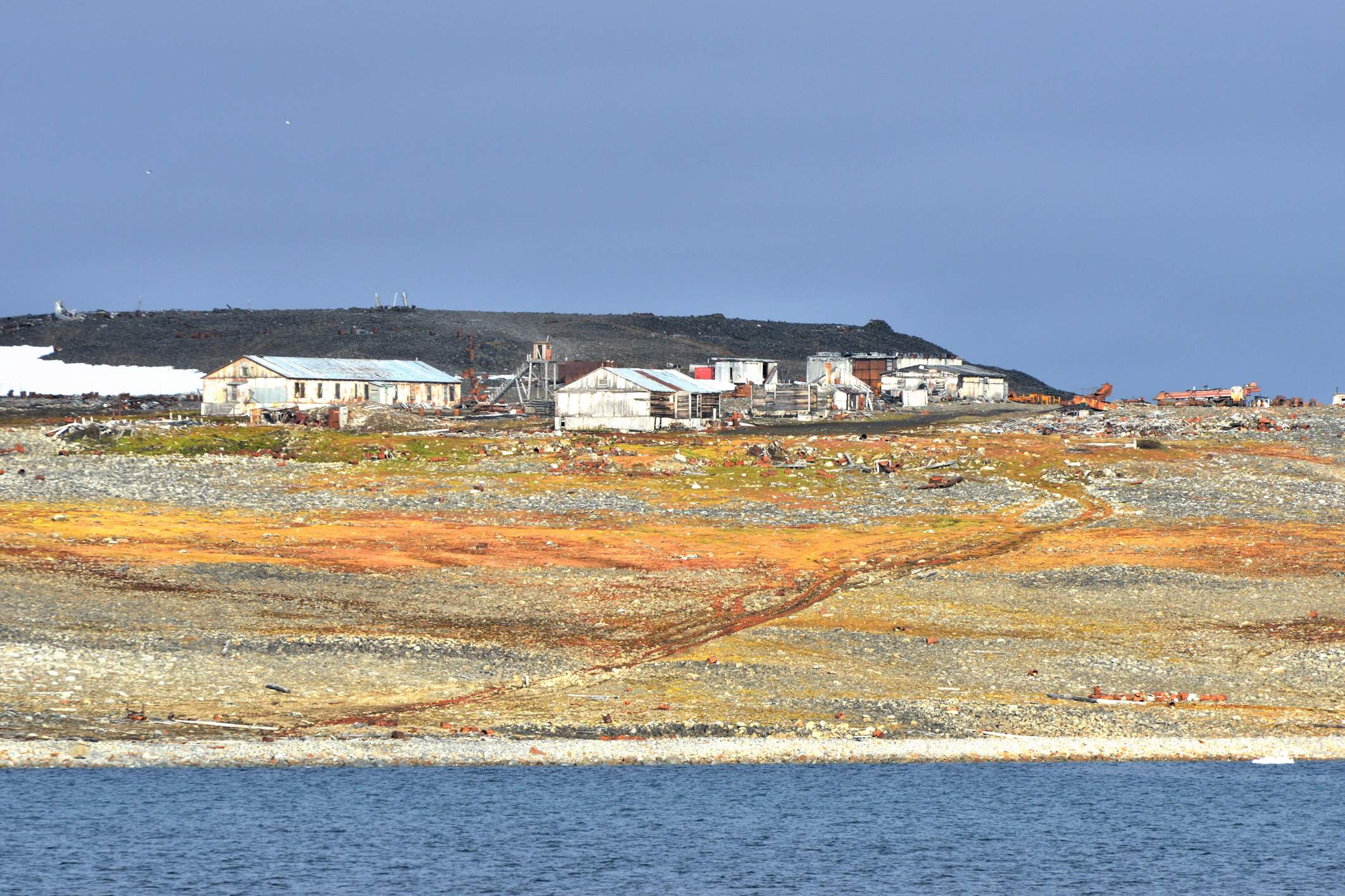
Base abbandonata nella baia di Solnechnaya
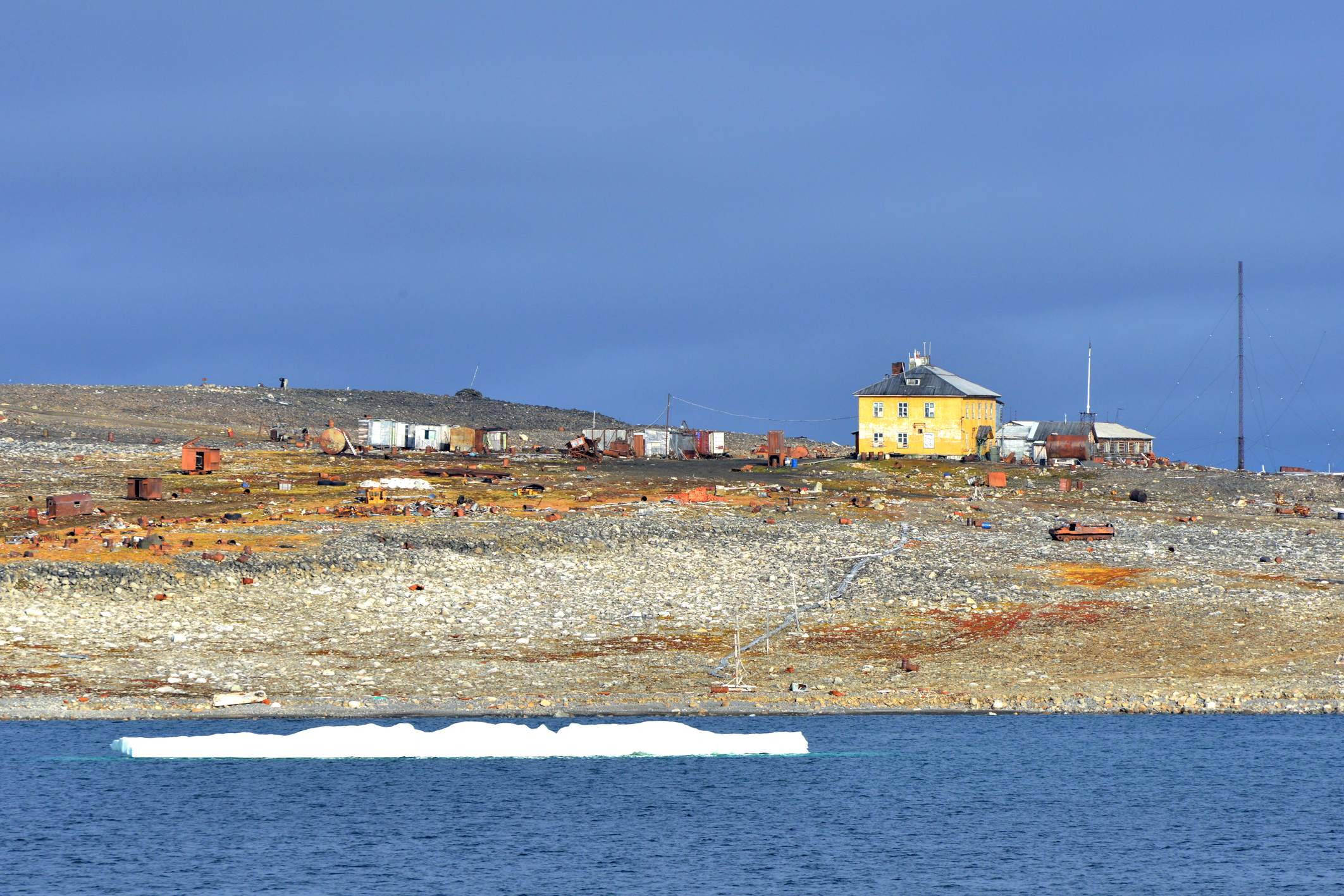
Base abbandonata nella baia di Solnechnaya
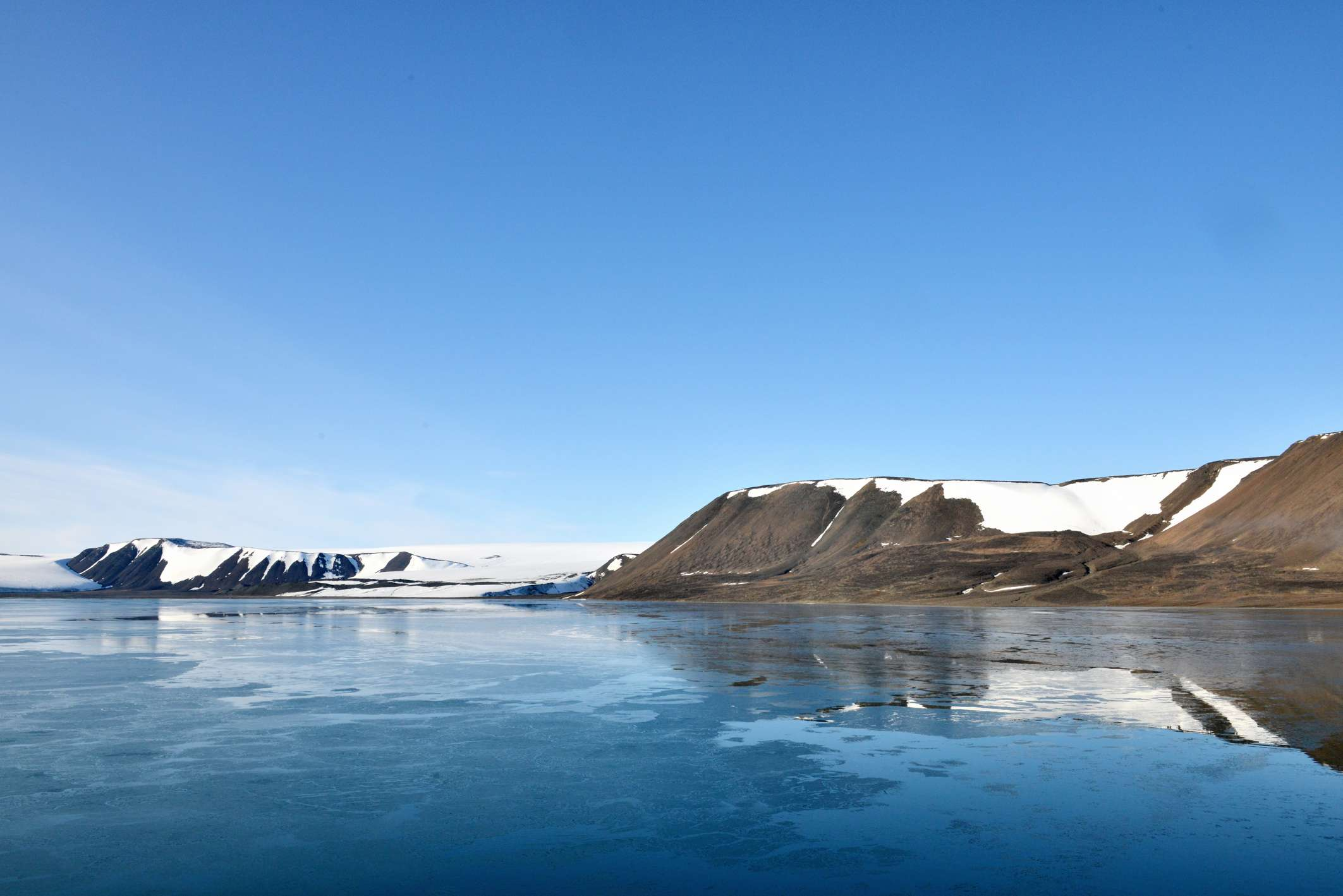
Il fiordo di Akhmatowa
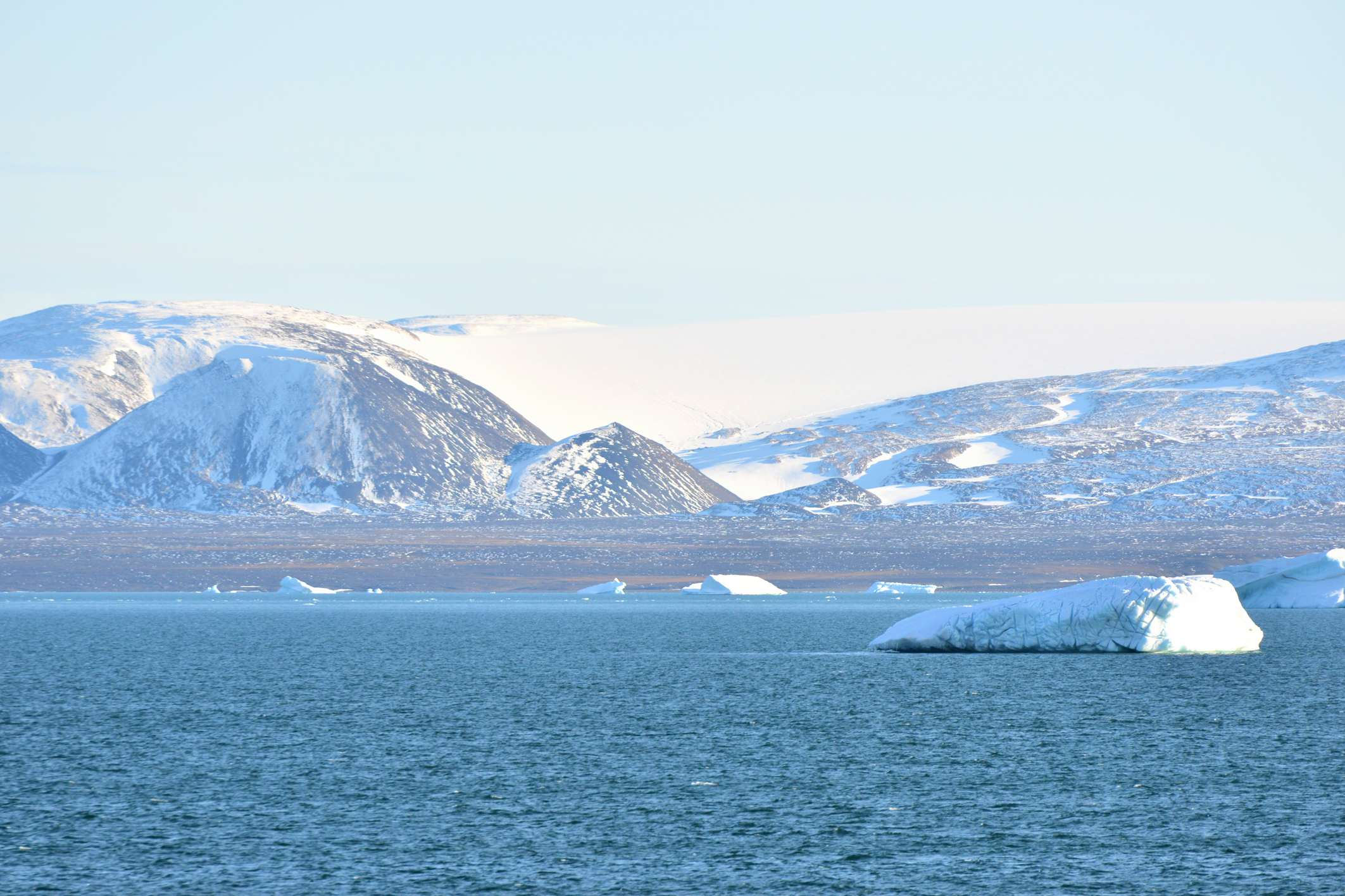
La baia di Mikojana